# Wojskowy Sąd Okręgowy Nr I
Wojskowy Sąd Okręgowy Nr I – jednostka organizacyjna służby sprawiedliwości Wojska Polskiego II RP z siedzibą w Warszawie.

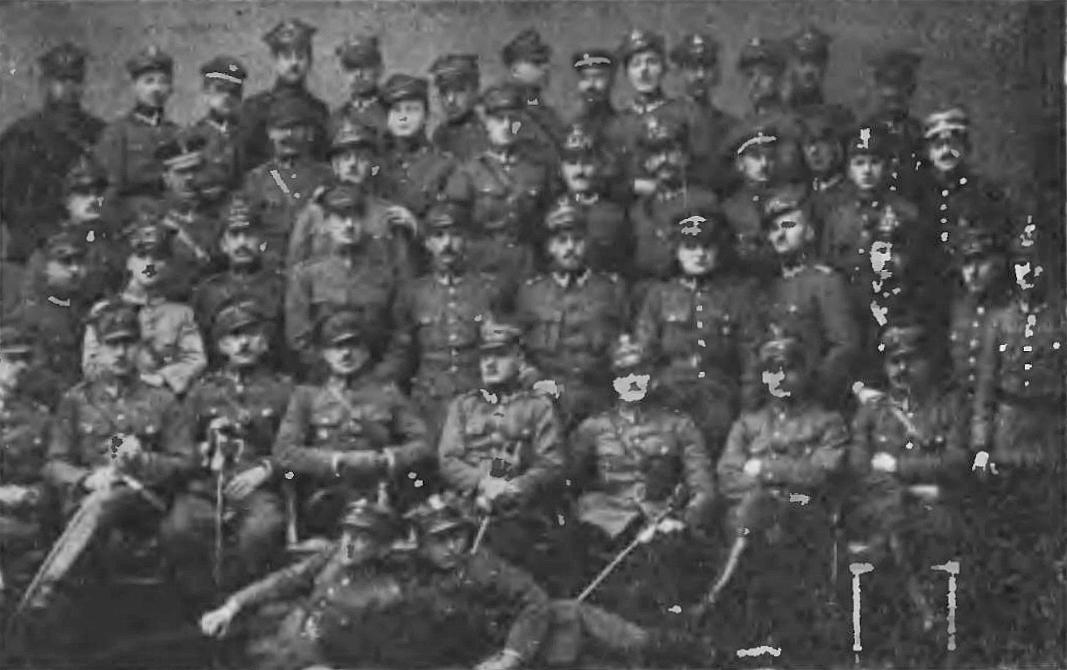
Oficerowie sądu wojskowego w Warszawie w 1920. Wśród nich szef sądu, mjr Józef Daniec

## Historia
Po zakończeniu I wojny światowej i odzyskaniu przez Polskę niepodległości Sąd Wojenny Inspektoratu Polskiej Siły Zbrojnej został zamieniony na Sąd Wojskowy przy Dowództwie Okręgu Generalnego w Warszawie. Dekretem Naczelnego Wodza z 5 grudnia 1918 został utrzymany, a dekretem z 14 stycznia 1919 na jego rzecz zostały przekazane struktury Sądu Wojennego Wojsk Polskich w Warszawie, istniejącego dotąd w miejsce Sądu Wojennego PSZ. Pierwszym szefem SW przy DOGen. został mjr dr Józef Daniec. Podczas wojny polsko-bolszewickiej dotychczasowy sąd został przemianowany na Sąd Polowy Okręgu Generalnego w Warszawie, przy którym działały Lotne Sądy Doraźne. W myśl rozporządzenia 24 września 1920 przywrócono Sąd Wojskowy Okręgu Generalnego w Warszawie. W wyniku wprowadzenia organizacji służby sprawiedliwości na czas pokoju rozkazem Ministerstwa Spraw Wojskowych Oddział I Sztabu Generalnego z 8 listopada 1921 sąd otrzymał nazwę Wojskowy Sąd Okręgowy Nr I w Warszawie. 
Rozkazem Ministra Spraw Wojskowych z 30 listopada 1920 wojskowe sądy załogowe w Warszawie, Modlinie, Ciechanowie, Łomży i Białymstoku, które w rezultacie reorganizacji zostały przekształcone w wojskowe sądy rejonowe w liczbie trzech: w Warszawie, Modlinie i Łomży. 
Wojskowy sąd okręgowy obejmował swoim obszarem działania cały Okręg Korpusu Nr I. Sąd wykonywał czynności zasadniczo na swoim obszarze działania. Poza swoim obszarem działania sąd mógł wykonywać czynności tylko, gdy wymagało tego dobro wymiaru sprawiedliwości, ewentualnie gdy znacznie oszczędzono by koszty.

## Obsada
Szefowie sądu
- mjr KS / gen. bryg. dr Józef Daniec (3 IV 1919 – 12 VIII 1924[5])
- płk KS dr Gerard Armiński (12 VIII 1924[5][6] – 30 IV 1929 → stan spoczynku)
- płk KS Mikołaj Kostecki (IV 1929[7] – 4 VI 1930 → sędzia NSW)
- ppłk / płk KS Teofil Maresch (1930[8] – 10 III 1932 → sędzia NSW)
- ppłk / płk KS Kazimierz Ferdynand Zozuliński (III 1932[9] – 9 IV 1934 → sędzia NSW[10])
- ppłk KS / płk aud. dr Adam Górecki[a] (9 IV 1934[10] – 18 IX 1939[11])

Obsada personalna w 1939 roku
Obsada personalna i struktura organizacyjna w marcu 1939 roku:
- szef sądu – płk dr Adam Franciszek Górecki
- zastępca szefa – ppłk Bronisław Cholewo
- sędzia orzekający – mjr dr Marian Zdzisław Bielecki
- sędzia orzekający – mjr dr Alojzy Cisak
- sędzia orzekający – mjr mgr Jan Rejman
- sędzia śledczy – mjr dr Jan II Serafin
- sędzia śledczy – kpt. mgr Eugeniusz Cybul
- sędzia śledczy – kpt. dr Wilhelm Mieczysław Majewski
- sędzia śledczy – kpt. mgr Stanisław Rodziewicz
- sędzia śledczy – kpt. mgr Leopold Ryszard Szarejko

## Wojskowa Prokuratura Okręgowa Nr 1
Zgodnie z dekretem Naczelnego Wodza z 4 lutego 1919 o powołaniu prokurator przy sądach Okręgów Generalnych była organizowana Prokuratura Wojskowa przy Sądzie Okręgu Generalnego w Warszawie od kwietnia 1919, zaś czynności podjęła 15 maja 1919. Pierwszym prokuratorem był mjr Witold Szulborski. Prokuratura działała przy placu Saskim, od 20 lutego 1925 w gmachu DOK I przy ul. Przejazd, po czym 28 stycznia 1928 ponownie została ulokowana przy placu Saskim w lokalu na parterze budynku. 
Wojskowi prokuratorzy okręgowi

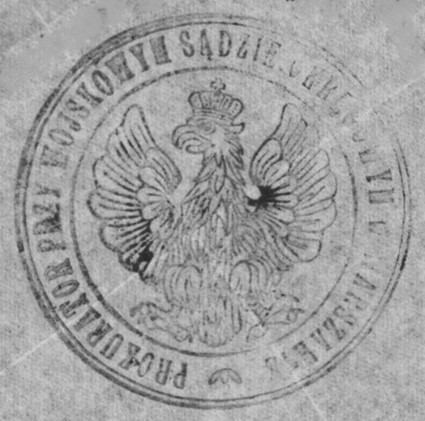
Odcisk pieczęci urzędowej Prokuratora przy WSO Nr I w 1922

- ppłk KS Wojciech Henryk Wiktor Janczewski (1923[15] – 1 XI 1924 → sędzia orzekający w WSO Nr V[16])
- ppłk / płk KS Stefan Kaczmarek (1 XI 1924[16] – 27 II 1928 → sędzia NSW[17])
- ppłk KS dr Konrad Józef Zieliński (27 II 1928[18][19] – 10 III 1932 → sędzia NSW[20])
- ppłk KS dr Adam Górecki (10 III 1932[21] – 9 VI 1934 → szef WSO Nr I)
- ppłk aud. dr Tadeusz Antoni Porębski (9 IV 1934 – 18 IX 1939[22])

Obsada personalna w marcu 1939 roku
- prokurator – ppłk aud. dr Tadeusz Antoni Porębski
- wiceprokurator – ppłk Gatyński Stefan
- wiceprokurator – mjr dr Mitowsld Józef
- podprokurator – mjr mgr Gawroński Kazimierz II
- podprokurator – kpt mgr Habura-Żelechowski Kazimierz Franciszek Stanisław
- podprokurator – kpt. dr Meinhart Lesław Marian Józef
- podprokurator – kpt. mgr Milewski Lucjan
- podprokurator – kpt mgr de Prawdzic-Siciński Stefan Roman
- podprokurator – kpt mgr Bolesław Wizór †1940 Katyń[24]
- asystent – kpt mgr Jan Kanty Marian Wawrzyniec Rajtar †1940 Katyń[25]
- asystent – kpt. mgr Zaorski Zygmunt Tadeusz
- asystent – por. mgr Aleksander Leszek Bryzek †1940 Katyń[26]
- asystent – por. Jerzy Antoni Paprocki †1940 Katyń[26]
- asystent – por. mgr Mieczysław Grzegorz Radoniewicz †1940 Katyń[27]